# Luis Valdez Farías
Luis Alberto Valdez Farías (Bellavista, Piura; 4 de febrero de 1979) es un abogado y político peruano. Fue Congresista de la República durante el periodo 2020-2021 y fue Presidente Interino del Congreso de la República desde el 10 de noviembre de 2020 hasta su renuncia el 15 de noviembre del mismo año.

## Biografía
Nació en Piura, el 4 de febrero de 1979.
Estudió la carrera de Derecho en la Universidad César Vallejo. Tiene estudios de Maestría en Derecho con mención en Derecho del Trabajo y Seguridad Social por la Universidad Nacional de Trujillo.
Laboró en Municipalidad Provincial de Trujillo como Gerente Municipal entre el 2010 al 2014 y Gerente de Asesoría Jurídica entre el 2007 al 2010. Fue asesor de la Universidad César Vallejo entre el 2000 y 2014.
Dentro de partido político Alianza para el Progreso, ocupó el cargo de la Dirección Ejecutiva Nacional desde 2017 y el cargo de Secretario Ejecutivo Nacional desde 2019. También fue Personero Legal Alterno desde 2013 al 2014.

## Vida política
Es militante del partido Alianza para el Progreso desde el 2013.

### Gobernador Regional de La Libertad
En las elecciones regionales y municipales del 2014, Valdez fue elegido Vicepresidente de La Libertad bajo el mandato de César Acuña para el periodo 2015-2018.
En el 2015, Valdez asumió el cargo de Gobernador Regional de La Libertad luego de la renuncia de César Acuña quien iba a ser candidato presidencial en 2016.

### Congresista
En las elecciones parlamentarias del 2020, fue elegido Congresista de la República en representación de La Libertad por Alianza para el Progreso, con 34,331 votos, para el periodo parlamentario 2020-2021.
Durante el inicio del periodo legislativo, Valdez fue elegido 1er Vicepresidente del Congreso en la Mesa Directiva presidida por Manuel Merino para el periodo 2020-2021.
Durante el segundo proceso de vacancia contra Martín Vizcarra, Valdéz votó a favor de la vacancia contra el expresidente por actos de corrupción. La vacancia fue aprobada por 105 parlamentarios el 9 de noviembre del 2020.
Debido a la Vacancia contra Martín Vizcarra, Manuel Merino, quien era Presidente del Congreso, asumió la Presidencia de la República por mandato constitucional el 10 de noviembre de 2020. 
Desde el 3 de febrero del 2021, se desempeñó como Presidente de la Comisión de Constitución y Reglamento del Congreso, cargo que ocupó hasta julio de 2021.

### Presidente Interino del Congreso
Luego de la asunción de Merino como Presidente, Valdez como 1er Vicepresidente asumió la Presidencia Interina del Congreso para completar el periodo legislativo. Permaneció en el cargo hasta su renuncia el 15 de noviembre de 2020.